# Punctoribates hexagonus
Punctoribates hexagonus är en kvalsterart som beskrevs av Berlese 1908. Punctoribates hexagonus ingår i släktet Punctoribates och familjen Punctoribatidae. Inga underarter finns listade i Catalogue of Life.